# 屏東慈惠堂
22°40′47″N 120°29′10″E / 22.6797358°N 120.4862331°E
屏東慈惠堂位於屏東市勝利路。近屏東市勝利國小，為主祀瑤池金母之道教廟宇。
屏東慈惠堂源自花蓮聖地慈惠堂總壇。籌建於民國六十一年（1972），其時經費短絀，籌資困難，經歷十載。後承租屏縣府國有地。
至民國七十一年（1982）才建成現在慈惠堂。每年花蓮總壇（花蓮縣吉安鄉慈安三街156號）舉行祭典都來函邀請，和總壇保持很密切關係。

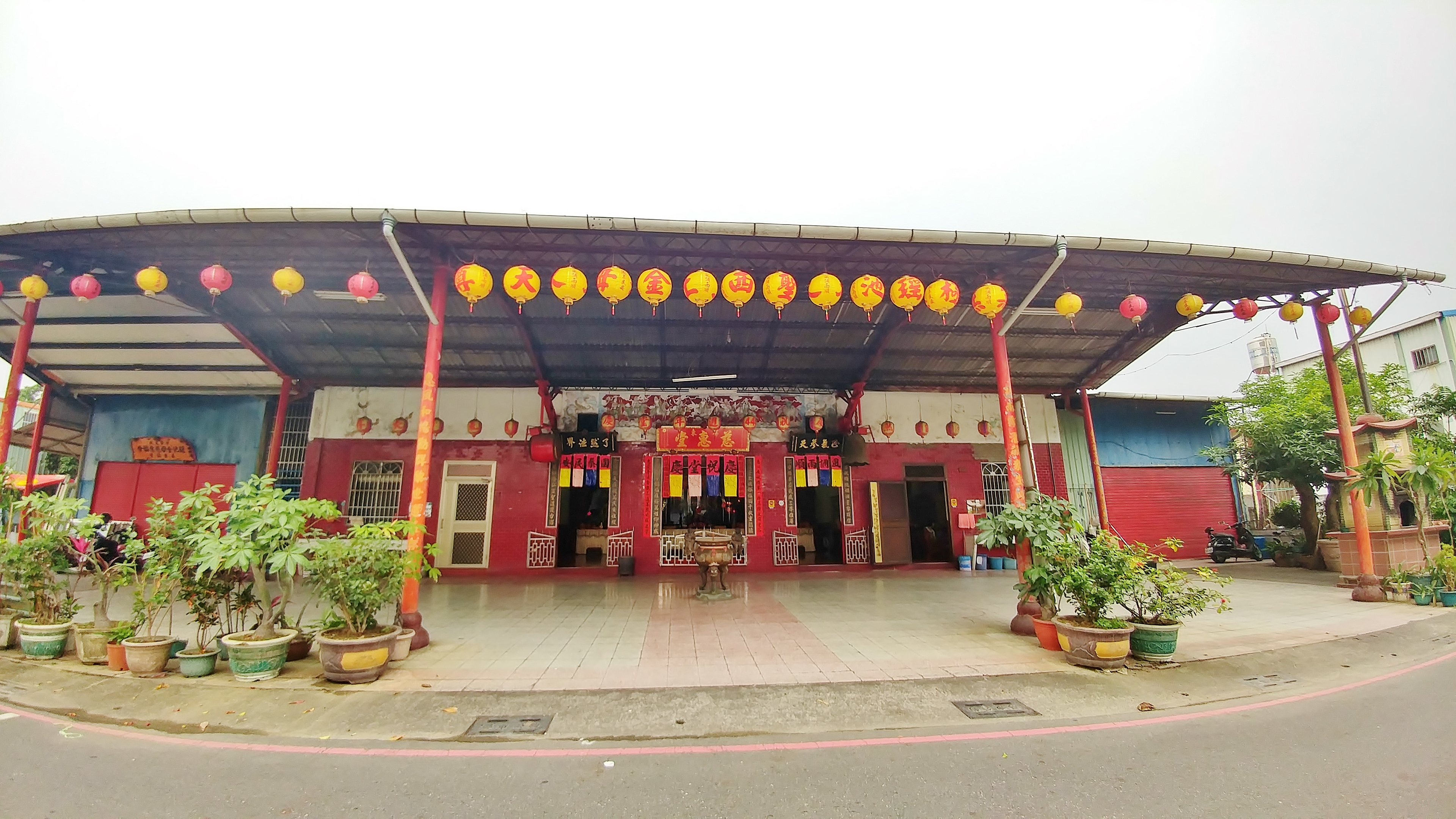
屏東慈惠堂外觀
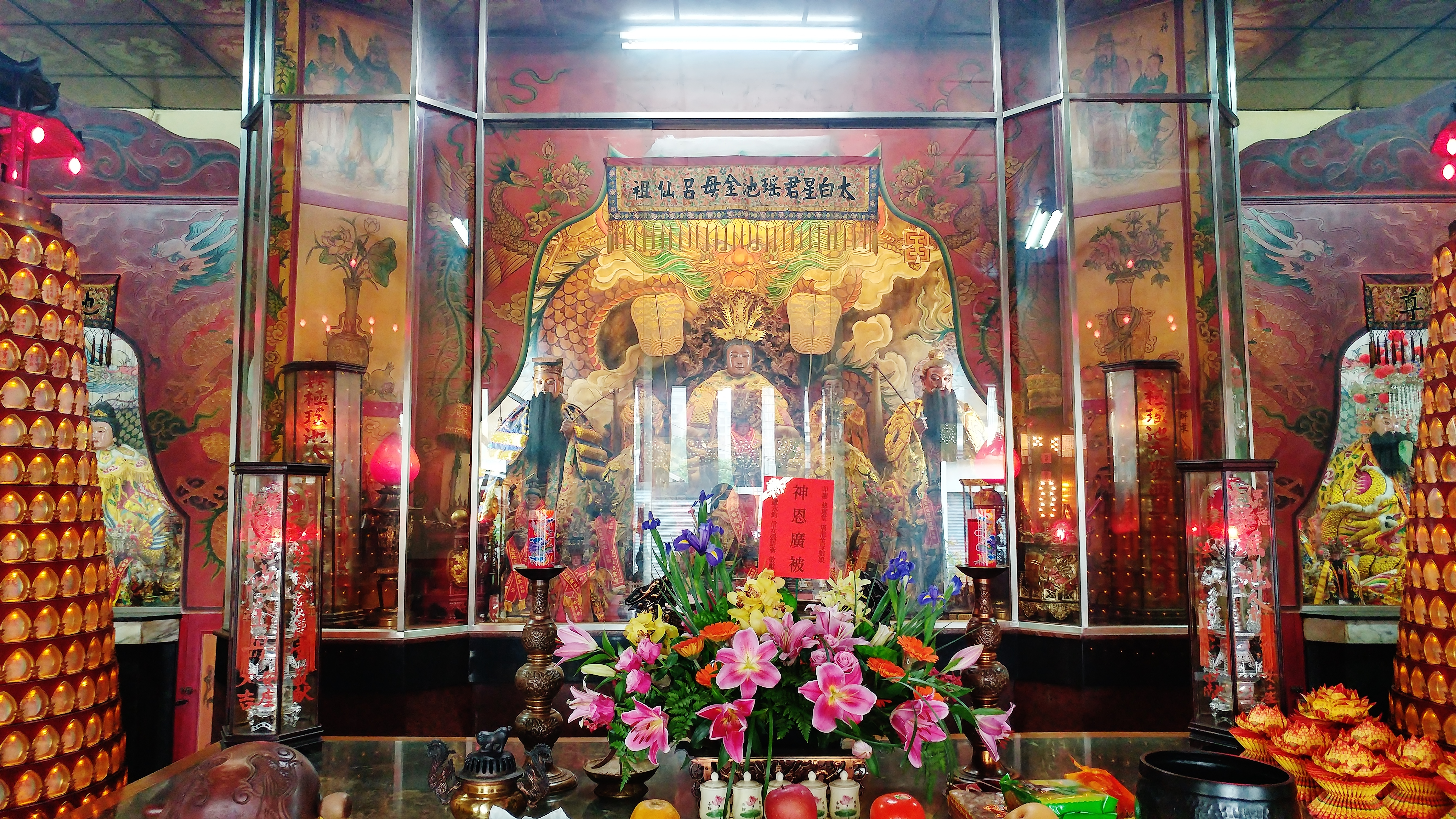
屏東慈惠堂主神龕
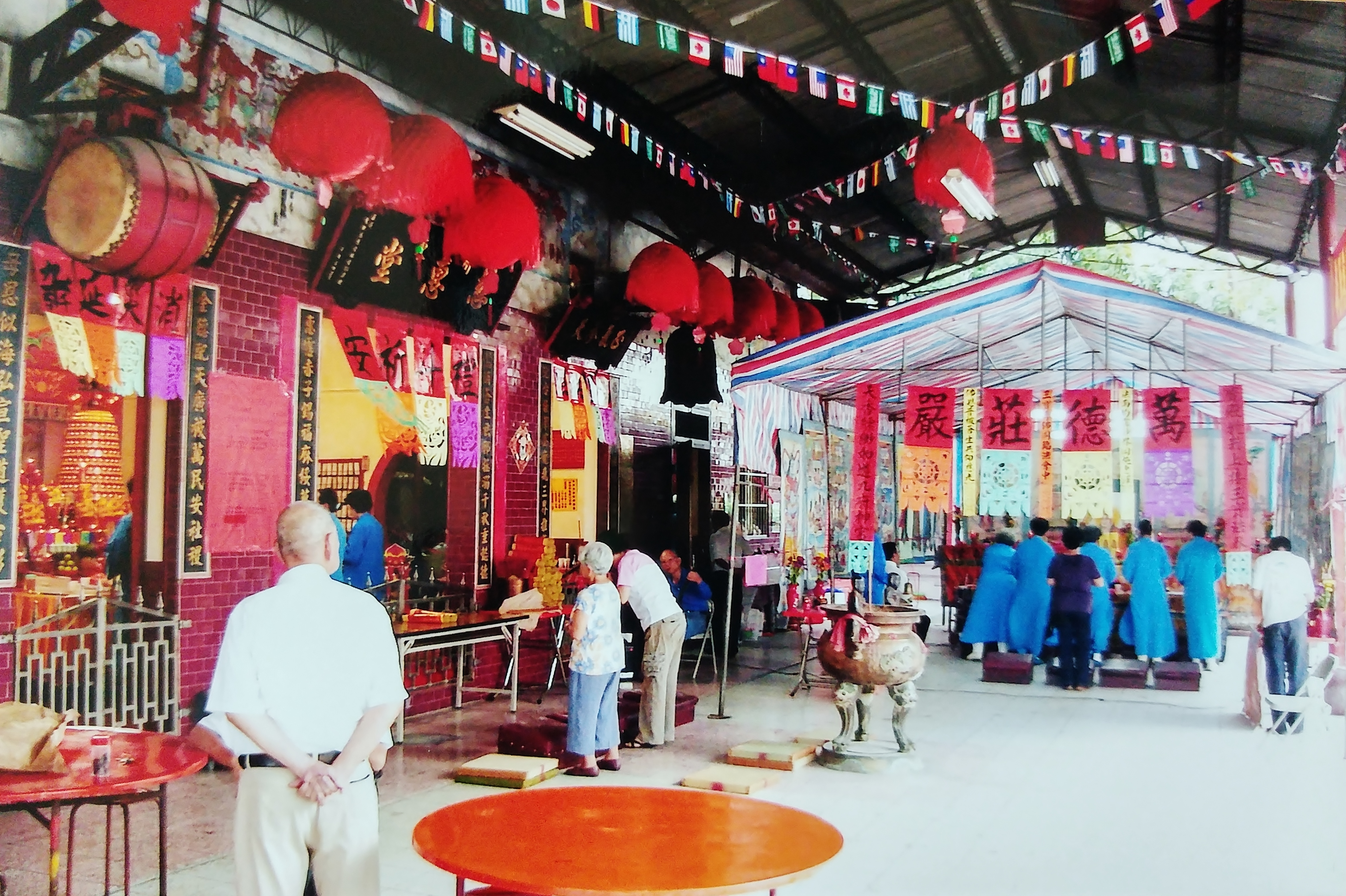
辦法會外景
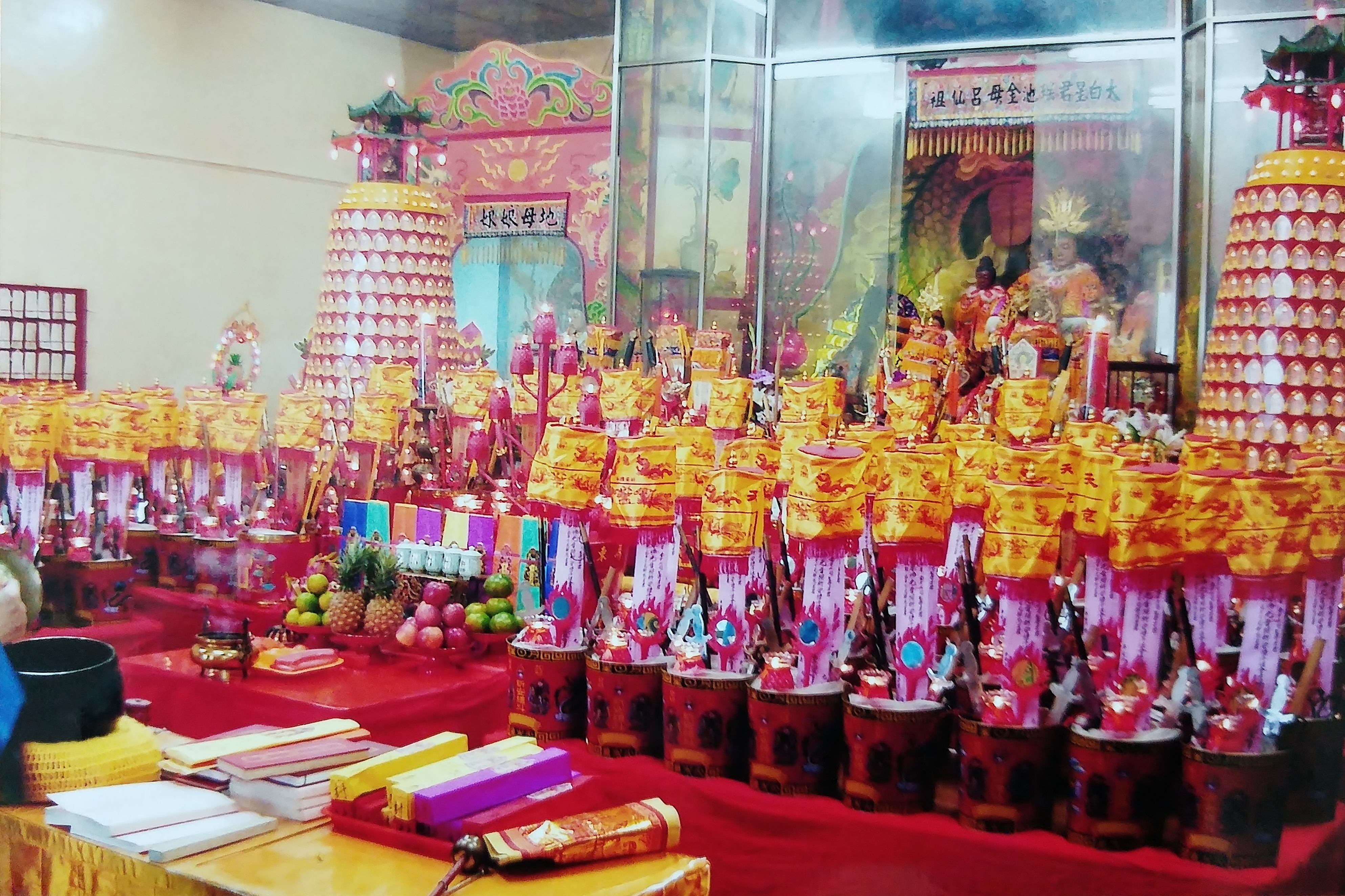
辦法會桌景
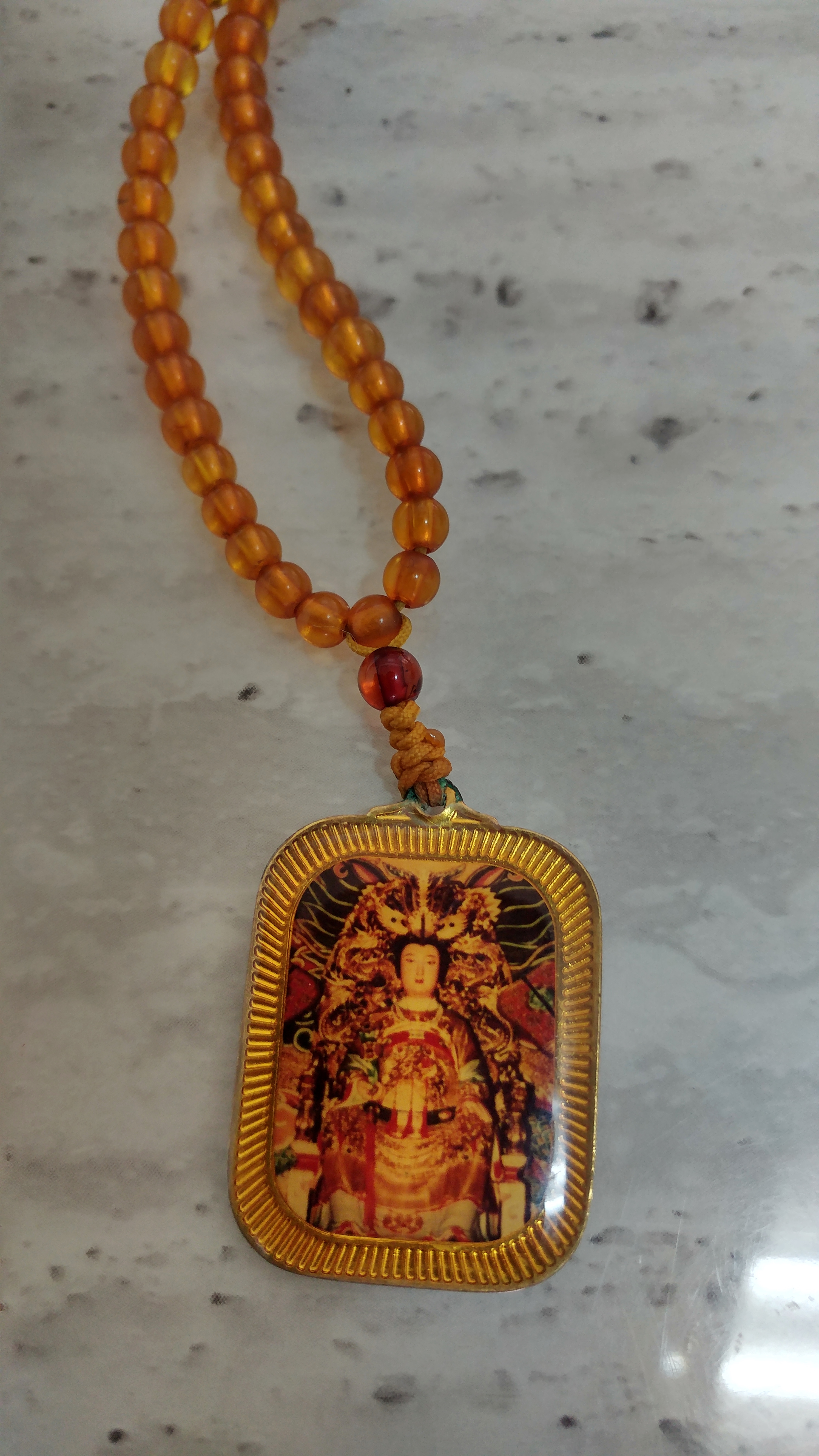
屏東慈惠堂護身符貌